# Дирка

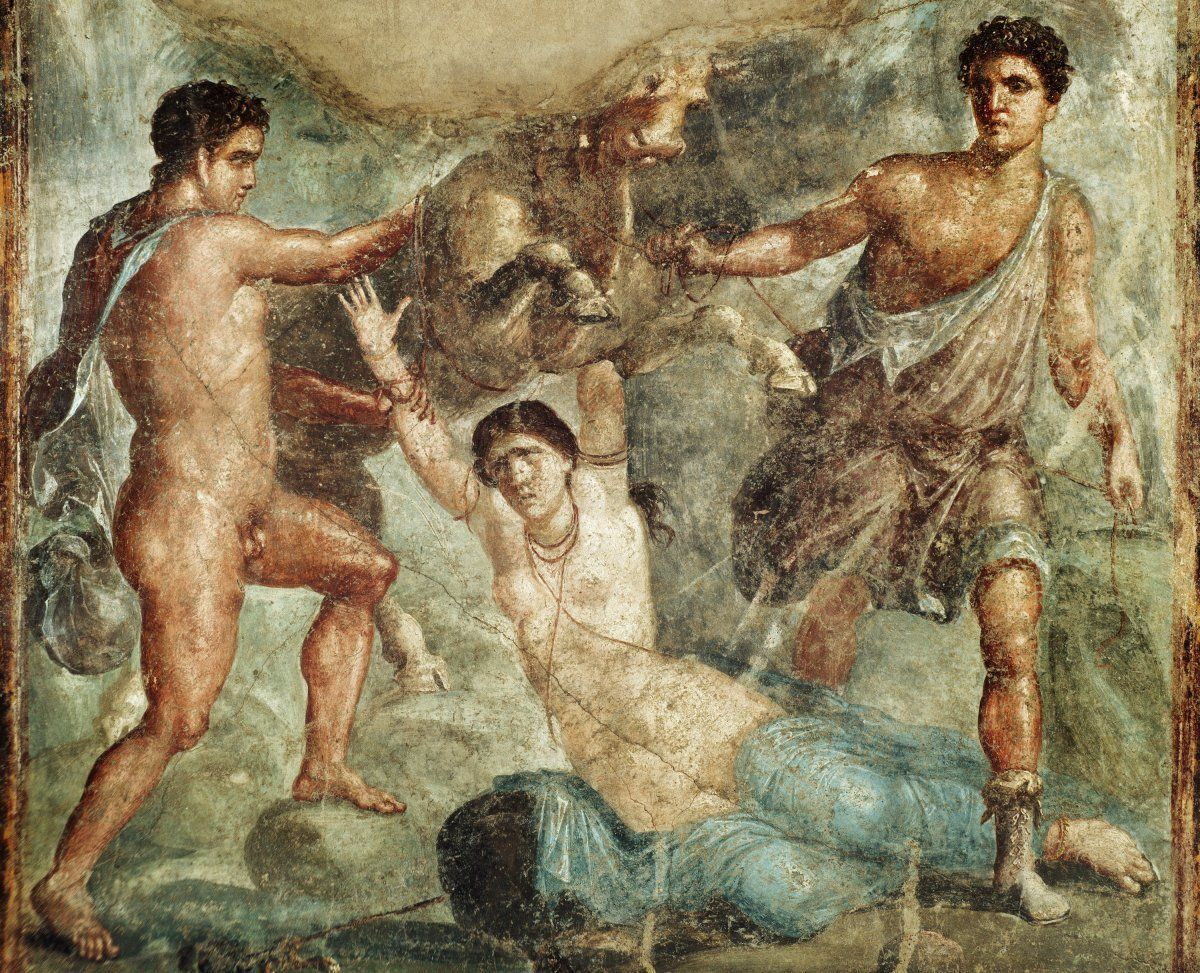
Смерть Дирки, античная фреска из Помпей

Ди́рка (др.-греч. Δίρκη) — персонаж древнегреческой мифологии.
Жена царя Фив Лика, золовка Антиопы. Дочь Ахелоя (или дочь Исмена, или дочь Гелиоса).
Забеременев от Зевса, Антиопа со стыдом бежала в Сикион. Муж Антиопы Никтей, не в силах найти свою сбежавшую супругу, попросил своего брата Лика разыскать её. Лик, найдя Антиопу, насильно повел её обратно, а по дороге на горе Киферон она родила близнецов, Амфиона и Зефа, которые позже были подобраны пастухом.
Лик привёл Антиопу в качестве рабыни своей жене Дирке, которая в свою очередь, крайне жестоко обращалась с ней.
Амфион впоследствии стал великим певцом и музыкантом, так как сам Гермес учил его игре и подарил ему золотую лиру. Зеф же стал охотником и пастухом. После того, как они выросли, Антиопа бежала от Дирки к своим сыновьям. Дирка же, поймав её там, приказала Амфиону и Зефу привязать Антиопу к рогам дикого быка. Однако пастух, когда-то подобравший детей на Кифероне, поведал им тайну их происхождения, и те вместо матери привязали к рогам быка Дирку, что привело её к бесславной смерти.
Зеф и Амфион привязали её к быку и, когда она погибла, бросили её труп в  ручей на Кифероне, который получил впоследствии её имя — источник Дирка, отсюда река Дирка. Либо они побили её камнями.
Больше всех богов Дирка чтила Диониса, и тот разгневался на Антиопу. Согласно Еврипиду, Дирка была вакханкой и справляла празднество Диониса, из её тела по воле бога появился источник. Действующее лицо трагедии Еврипида «Антиопа».